# Відбивач світла

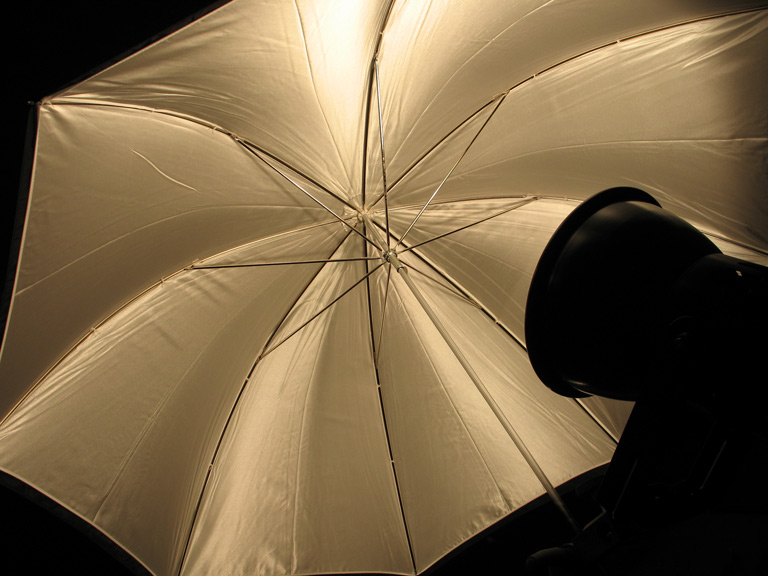
Звичайний відбивач світла у формі парасоля, який використовується для розсіювання світла від лампи постійного або імпульсного світла, до якої він зазвичай прикріплений, на предмет або сцену.

Відбивач складається з пласкої або параболічної відбивної поверхні, яка використовується для перенаправлення світла. Метою є пом'якшення світла для менш контрастного відтворення або збільшення світловіддачі джерела випромінення. Відбивач часто використовується як додаткове джерело освітлення.

## Характеристики світла

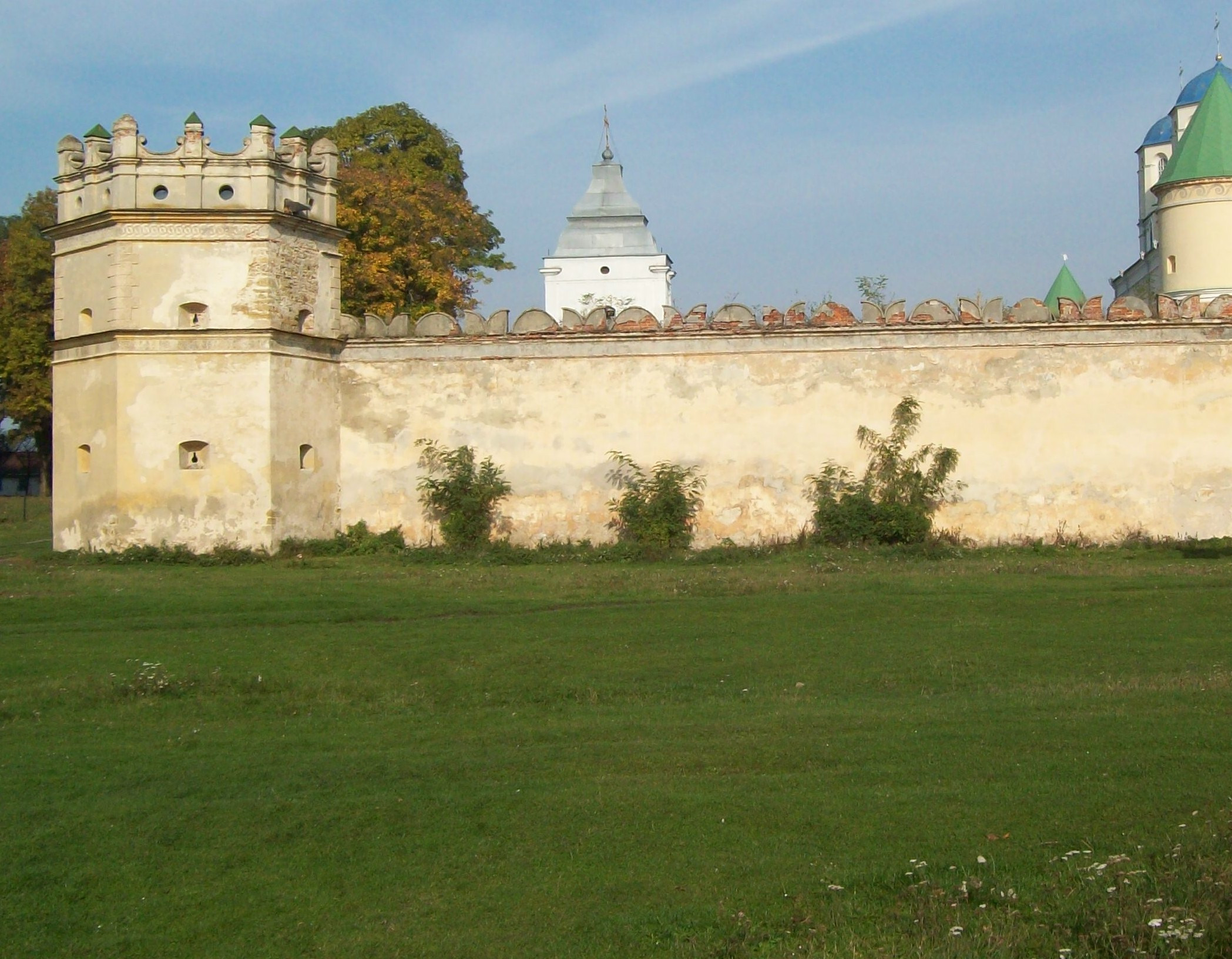
Природне освітлення (Острозька фортеця)

Світло можна розрізняти за кількома критеріями:
- походження: природне освітлення та штучне світло;
- колір: може бути виражено колірною температурою, особливо в разі використання люмінесцентних та газорозрядних ламп згідно спектрального складу;
- тривалість освітлення: сонце, місяць, світлодіодні лампи тощо, забезпечують постійне світло, природно, блискавки або фотографічні спалахи освітлюють сцену на короткий час і, таким чином, здатні зупинити рух;
- твердість світла: точкові та пласкі, але віддалені джерела світла забезпечують так зване жорстке освітлення, яке відзначається високою контрастністю і де присутні чітко видимі тіні; модифікатори світла — м'які бокси (софтбокси), відбивачі — здатні виробляти м'яке світло за направлення на них, жорсткого; похмуре небо, таким чином, є величезним софтбоксом для майже точкового джерела світла — Сонця;
- просторове охоплення світла: джерело світла може освітити лише обмежену частину більш-менш різким світлом (спот) або всю кімнату.

## Види
У фотографії та кінематографі, відбивач світла — це спеціалізована відбивальна поверхня, яку використовують для перенаправлення світла у напрямку певного об'єкта чи сцени. 

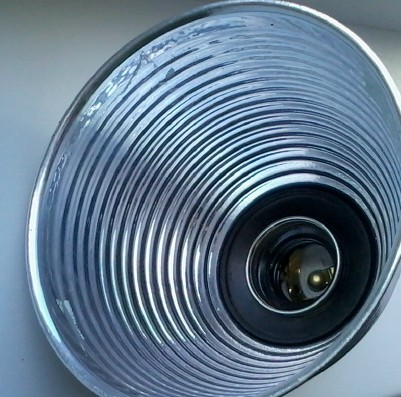
Металевий параболічний дзеркальний відбивач

Відбивачі світла, які використовуються у фотомистецтві, якщо не враховувати певні спеціалізовані засоби, поділяють на два типи: лампові та пласкі. Лампові відбивачі (сферичні або параболічні) кріпляться близько до штучного джерела світла (наприклад, світлодіодної лампи, лампи розжарення або імпульсної лампи), щоби направити та утворити інше, розсіяне світло, шляхом відбивання його від власних увігнутих внутрішніх поверхонь і направлення у напрямку до сцени, задля здійснення знімку.
Параболічні лампові відбивачі використовуються майже в усіх видах приладів прожекторного виду. Вони, залежно від умов роботи та вимог, можуть значно відрізнятися один від одного за: матеріалом виготовлення (метал, пластик, скло), діаметром, кутом охоплення, оптичною точністю, міцністю, вагою та вартістю.
Показником відбивача є відношення освітленості наданої відбивачем з установленою у ньому лампою до освітленості, яку може забезпечити ця лампа без відбивача. Матовий відбивач зазвичай матиме коефіцієнт відбиття близько 2, завдяки своєму більш розсіяному світлу, у той час як полірований або дзеркальний відбивач може мати коефіцієнт до 6.